# حزب الإنتماء
حزب الانتماء اللبناني (بالإنجليزية Lebanese Option Party) حزب سياسي لبناني أسسه أحمد كامل الأسعد، أبن رئيس مجلس النواب اللبناني السابق كامل الأسعد وحفيد السياسي اللبناني ورئيس المجلس النيابي الأسبق أحمد الأسعد. أحمد كامل الأسعد هو المستشار العام للحزب.
يمثل الحزب صوتا معارضا لدى الطائفة الشيعية اللبنانية تنتقد بشدة سياسات الحركتين الشيعيتين الرئيسيتين في لبنان أي حركة أمل وحزب الله وهيمنتهما على الواقع الشيعي السياسي في لبنان ويدعو الحزب إلى سياسة أكثر اعتدالا للشيعة في لبنان والعالم العربي، ويعتبر متحالفا مع قوى 14 آذار في لبنان. قدم الحزب مرشحين للانتخابات اللبنانية بوجه لوائح أمل-حزب الله في جنوب لبنان إلا أنه لم يحالفه الحظ، وليس للحزب حاليا نواب في البرلمان اللبناني. وفي عام 2013 وخلال مظاهرة للحزب، قتل رئيس الهيئة الطلابية في «حزب الانتماء» هاشم سلمان في إطلاق نار أمام السفارة الإيرانية في بيروت.

## وصلات خارجية
- [الموقع الرسمي لحزب الانتماء اللبناني http://www.lebaneseoption.org/]